# Schizotetranychus imperatae
Schizotetranychus imperatae är en spindeldjursart som beskrevs av Wang 1983. Schizotetranychus imperatae ingår i släktet Schizotetranychus och familjen Tetranychidae. Inga underarter finns listade i Catalogue of Life.